# Pălincă de Bihor
Pălinca de Bihor este o marcă de băutură spirtoasă tradițională românească din județul Bihor. Este un produs cu denumire geografică protejată și recunoscută în România pentru băuturi spirtoase.

## Detalii de fabricație
Pălinca de Bihor se obține prin dublă distilare din fructe fermentate. Se folosesc mai ales prune, dar și mere, pere, gutui, piersici și alte fructe. Perioada de fermentație este lungă (între 3 și 6-7 luni, variind în funcție de fructele folosite). Distilarea se realizează în cazane speciale de cupru, cu spirală dublă de răcire. Produsul finit are un conținut ridicat de alcool, cu o tărie de 50 de grade, și e incolor.